# Jecimauro José Borges
Jecimauro José Borges (nacido el 22 de abril de 1980) es un futbolista brasileño que se desempeña como defensa.
Jugó para clubes como el Criciúma, Coritiba, Palmeiras, Kawasaki Frontale y Avaí.

## Trayectoria

### Clubes
| Club                | País   | Año         |
| ------------------- | ------ | ----------- |
| Taubaté             | Brasil | 1999 - 2002 |
| Mauaense            | Brasil | 2003        |
| Guaratinguetá       | Brasil | 2004        |
| Criciúma            | Brasil | 2004        |
| Portuguesa Santista | Brasil | 2005        |
| Ituano              | Brasil | 2005        |
| São Bento           | Brasil | 2006        |
| Remo                | Brasil | 2006        |
| Guaratinguetá       | Brasil | 2007        |
| Coritiba            | Brasil | 2007 - 2008 |
| Palmeiras           | Brasil | 2008 - 2009 |
| Coritiba            | Brasil | 2009 - 2011 |
| Kawasaki Frontale   | Japón  | 2012 - 2014 |
| Avaí                | Brasil | 2015        |